# The New School
The New School là một trường đại học nghiên cứu tư nhân ở Thành phố New York. Trường được thành lập vào năm 1919 với tên gọi The New School for Social Research với sứ mệnh ban đầu dành riêng cho tự do học thuật và tìm hiểu trí tuệ và là ngôi nhà cho những nhà tư tưởng tiến bộ. Kể từ đó, trường đã phát triển thành năm bộ phận trong trường đại học. Những trường này bao gồm Trường Thiết kế Parsons, Trường Cao đẳng Nghệ thuật Tự do Eugene Lang, Trường Nghiên cứu Xã hội Mới, Trường Tham gia Công cộng, Trường Nghệ thuật Biểu diễn bao gồm Trường Âm nhạc Mannes, Trường Sân khấu và Trường nhạc Jazz và âm nhạc đương đại. Ngoài ra, trường đại học duy trì cơ sở Parsons Paris và cũng đã ra mắt hoặc đặt một loạt các tổ chức, chẳng hạn như Viện nghiên cứu quốc tế Viện Chính sách Thế giới, Viện Philip Glass, Trung tâm Chính trị và Nghệ thuật Danh sách Vera, Viện Ấn Độ Trung Quốc, Đài quan sát về Châu Mỹ Latinh và Trung tâm Quan hệ Thành phố New York.
Giảng viên và cựu sinh viên của trường bao gồm nhiều nhà thiết kế, nhà văn, nhạc sĩ, nghệ sĩ và nhà hoạt động chính trị đáng chú ý. Khoảng 10.000 sinh viên đang theo học các chương trình và ngành học đại học và sau đại học bao gồm khoa học xã hội, nghệ thuật tự do, nhân văn, kiến trúc, mỹ thuật, thiết kế, âm nhạc, kịch, tài chính, tâm lý học và chính sách công.